# Kvazisatelit
Kvazisatelit (anglicky: Quasi-satellite, též „Quasi-satelit“, „téměř-satelit“, či „téměř-družice“) je objekt s 1:1 dráhovou rezonancí, přičemž zůstává blízko planety po dobu několika oběhů kolem Slunce.
Kvazisatelitu trvá jedna cesta kolem Slunce stejně jako planetě, ale jeho dráha má rozdílnou excentricitu (obvykle větší), jak je ukázáno na obrázku vpravo. Při pohledu z planety se dráha objektu jeví jako podlouhlá retrográdní smyčka okolo planety.
Na rozdíl od „plnohodnotných“ satelitů, dráhy kvazisatelitů leží mimo Hillovu sféru, a jsou nestabilní. Během času mají sklon vyvinout se do jiných typů resonantního pohybu, kde už nemusí zůstat v sousedství planety, ale mohou se s časem vrátit na původní či podobnou dráhu jako kvazisatelit atd.
Jiné typy dráhy se 1:1 rezonancí s planetou obsahují podkovové a pulčí dráhy kolem libračních center, ale objekty na těchto drahách nezůstávají blízko zeměpisné délky planety mnoho orbitů okolo Slunce. Objekty s podkovovou dráhou jsou známy pro občasnou změnu dráhy na relativně krátkou kvazisatelitní, a jsou s nimi občas zaměňovány. Příkladem takového objektu je 2002 AA29.

## Příklady
Země

Země a Cruithne- jeden z jejich kvazisatelitů.

Země má v současné době devět známých kvazisatelitů:
- 3753 Cruithne
- 2002 AA29
- 2003 YN107
- 2004 GU9 (164207)
- 2006 FV35
- 2010 SO16
- 2013 LX28
- 2015 SO2
- 2016 HO3
- 2023 FW13

Tyto objekty si drží svoji kvazisatelitní dráhu po dobu desítek až stovek let.
Venuše
I Venuše má svůj kvazisatelit, 2002 VE68. Tento asteroid kříží i dráhy Země a Merkuru; zdá se, že je souputníkem Venuše jen posledních 7000 let, a jeho osudem je opuštění své kvazisatelitní dráhy přibližně za 500 let.
Ostatní planety
Na základě simulací se předpokládá, že Uran a Neptun mohou mít kvazisatelity po dobu existence Sluneční soustavy (cca 4,5 mld. let), kolem Jupiteru může mít objekt kvazisatelitní dráhu po dobu 10 milionů let, a kolem Saturnu pouhých 100 000 let. Není znám jediný kvazisatelit kolem jiné planety než je Země a Venuše.
Umělé
Na začátku roku 1989 se sovětská sonda Fobos 2 stala kvazisatelitem Phobosu, měsíce Marsu, s průměrnou poloosou dráhy 100 km od Phobosu. Vzhledem k výpočtům mohla sonda na této dráze vydržet měsíce, ale kvůli poruše kontrolního systému bylo se sondou ztraceno spojení.